# Internet2
Internet2是一个非营利性的美国计算机网络联盟，行政总部设在密歇根州安娜堡，在华盛顿特区和加利福尼亚州埃默里维尔设有办事处。
Internet2运营着創立於1996年的Internet2网络，这是一个使用光纤的网际协议网络，美國不少大学和研究机构使用該網絡。            